# 東京防災設備
東京防災設備株式会社とは、原子力発電所を中心とする総合防災エンジニアリング企業。

## 概要
消火設備、自動火災報知設備、セキュリティシステムなど、各種防災システムの研究、開発、設計、施工、保守を行っている。火力発電所、風力発電所、一般プラント（半導体工場、ごみ処理施設等）、大型商業ビル、美術館、空港ターミナルビルといった大規模物件や特殊物件にもシステム開発を行い、個別のニーズに対応することを特徴としている。エンジニアリング会社としては珍しく自社で大型の実験施設を所有しており、単なるエンジニアリング業務を超えたシステム設計や製品の研究開発を行っている。日本だけでなく米国等の諸国の防災に関する規格・基準等の知見を活かした防災のコンサルタント業務も行っている。
消防施設工事の分野では、東京電力等から数多くの直接の大型受注を実現しており、大型商業ビルにおいてもサブコンとしての受注実績があるなど特異な存在の企業である。

## 沿革
- 1959年（昭和34年）- 会社創立、防災事業を開始。
- 1969年（昭和44年）- 米国ゼネラル・エレクトリック（GE）社より受注した敦賀原子力発電所の消防設備を完成。
- 1976年（昭和51年）- グループ制を導入し、海外グループを新設。
- 1982年（昭和57年）- 福島第一原子力発電所構内に第一原子力出張所を開設。
- 1983年（昭和58年）- 福島総合事務所を開設（2008年：福島事業所に改編）。
- 1987年（昭和62年）- 浜岡出張所を開設（1995年：浜岡営業所に名称変更）。
- 1991年（平成3年）- 福島第二原子力発電所構内に第二原子力出張所を開設（2011年：原子力作業所に名称変更）。
- 1995年（平成7年）- 佐久平研究所を完成。
- 1998年（平成10年）- 佐久平テック実験所（第1実験棟）完成。
- 2003年（平成15年）- 六ヶ所事務所を開設。
- 2016年（平成28年）- 本社を現在地へ移転。

## 原子力発電所と東京防災設備
ゼネラル・エレクトリックが日本原子力発電・敦賀発電所1号機で日本初の商用軽水炉を建設するにあたり、諸国の規格・基準の知見を持つ東京防災設備は同社より防災設備の設計・施工を特命で受注した。この経験を機に、福島第一原子力発電所第1号機の建設へと続く日本の原子力発電の黎明期における防災設備の設計・施工・保守を受注するなど、今日ある原子力プラントの防災エンジニアリングの基礎を築いた。

## 特徴
東京防災設備株式会社は『火災を自動的に検知し、ただちに消火を行う』という命題への解決を創業の理念として出発した。
創業当時の日本の消防の実態は、火災報知設備と比較すると自動消火設備の重要性はほとんど認知されていなかった。
そのため、こうした消防設備のあり方に大いに疑問を抱いた創業者の赤津行男（現相談役）がとりわけ重視したのは『初期消火』を可能とする装置の開発であった。
現在ではその理念をさらに進化させ『いかなる火災も５秒で消火する』という製品開発の課題に取り組み、危険物施設・重要施設等を所有する顧客へ『初期消火』の重要性や原子力発電所の防災のあり方などの啓蒙も行っている。

## 著名な納入物件
- 敦賀発電所
- 福島第一原子力発電所
- 福島第二原子力発電所
- 浜岡原子力発電所
- 高速増殖炉もんじゅ
- 東海再処理施設
- 六ヶ所再処理工場
- 台湾電力公司金山原子力発電所
- 羽田空港
- 世界貿易センタービル （東京）
- 飯野ビル
- 東京都庁
- MOA美術館
- 朝日生命多摩本社ビル
- 台北蒋介石国際空港
- フィリピンメラルコ電力
- アジア開発銀行
- 東海第二発電所

## 事業所一覧
事業所・営業所
- 福島事業所（福島県双葉郡）
- 福島事業所第一原子力作業所（東京電力福島第一原子力発電所内）
- 福島事業所第二原子力作業所（東京電力福島第二原子力発電所内）
- 浜岡営業所（中部電力浜岡原子力発電所保修センター内）
- 六ケ所事務所（青森県上北郡六ヶ所村）
- 大阪営業所（兵庫県川西市）

研究所・実験所
- 佐久平研究所（長野県佐久市）
- 佐久平テック実験所（長野県佐久市）